# Коробкино (Конышёвский район)
Коробкино — село в Конышёвском районе Курской области России. Входит в состав Платавского сельсовета.

## География
Село находится в северо-западной части Курской области, в пределах Среднерусской возвышенности, в лесостепной зоне, на правом берегу реки Сейм, на расстоянии примерно 18 километров (по прямой) к юго-западу от Конышёвки, административного центра района. Абсолютная высота — 144 метра над уровнем моря.

### Климат
Климат характеризуется как умеренно континентальный, с тёплым летом и умеренно холодной зимой. Среднегодовая температура воздуха — 5,1 °C. Абсолютный минимум температуры воздуха самого холодного месяца (января) составляет −37 °C; абсолютный максимум самого тёплого месяца (июля) — 35 °C. Среднегодовое количество атмосферных осадков составляет 582 мм, из которых 460 мм выпадает в тёплый период.
| Показатель                                                                      | Янв. | Фев. | Март | Апр. | Май  | Июнь | Июль | Авг. | Сен. | Окт. | Нояб. | Дек. | Год  |
| ------------------------------------------------------------------------------- | ---- | ---- | ---- | ---- | ---- | ---- | ---- | ---- | ---- | ---- | ----- | ---- | ---- |
| Средний суточный максимум, °C                                                   | −3,7 | −2,7 | 3,2  | 13,2 | 19,5 | 22,8 | 25,3 | 24,6 | 18,3 | 10,7 | 3,6   | −0,9 | 11,2 |
| Средняя температура, °C                                                         | −5,8 | −5,3 | −0,4 | 8,4  | 14,8 | 18,5 | 20,9 | 20   | 14,1 | 7,4  | 1,4   | −2,8 | 7,6  |
| Средний суточный минимум, °C                                                    | −8,2 | −8,4 | −4,5 | 3    | 9,2  | 13,2 | 15,9 | 14,9 | 9,9  | 4,1  | −0,8  | −5   | 3,6  |
| Норма осадков, мм                                                               | 49   | 44   | 48   | 50   | 64   | 70   | 79   | 54   | 57   | 56   | 48    | 48   | 667  |
| Источник: Погода по месяцам c ru.climate-data.org(дата обращения: Октябрь 2021) |      |      |      |      |      |      |      |      |      |      |       |      |      |

### Часовой пояс
Село Коробкино, как и вся Курская область, находится в часовой зоне МСК (московское время). Смещение применяемого времени относительно UTC составляет +3:00.

## История
Церковь в Косожичах существовала с давних пор, однако к 20-м годам XVII века оказалась разрушена. Не позднее 1645 года (7154 от сотворения мира) здесь появилась новая Никольская церковь. К началу XVIII века она была заброшена (в 1703 году упоминалась как часовня), но позже открылась вновь. В 1734 году вместо неё был построен новый Преображенский храм. В 1803 году возведено каменное церковное здание (не сохранилось).

## Население
| 2002 | 2010 |
| ---- | ---- |
| 106  | ↘68  |

### Половой состав
По данным Всероссийской переписи населения 2010 года в половой структуре населения мужчины составляли 47,1 %, женщины — соответственно 52,9 %.

### Национальный состав
Согласно результатам переписи 2002 года, в национальной структуре населения русские составляли 98 %.